# Tabanus christophi
Tabanus christophi är en tvåvingeart som beskrevs av Krober 1928. Tabanus christophi ingår i släktet Tabanus och familjen bromsar.
Artens utbredningsområde är Iran. Inga underarter finns listade i Catalogue of Life.